# Шрубков
Шрубков (укр. Шрубків) — село в Летичевском районе Хмельницкой области Украины.
Население по переписи 2001 года составляло 655 человек. Почтовый индекс — 31513. Телефонный код — 3857. Занимает площадь 3,189 км². Код КОАТУУ — 6823086601.

## Местный совет
31513, Хмельницкая обл., Летичевский р-н, с. Шрубков, ул. Чапаева, 22